# Арнолд Шюц
Арнолд Шюц е бивш немски футболист, който е играл на постовете полузащитник и защитник. Той е играл 9 сезона за отбора на Вердер Бремен. С тима на „бременските музиканти“ става шампион на Германия през 1965 и печели купата на страната през 1961.

## Успехи
Вердер Бремен
- Бундеслига: 1965
- Купа на Германия: 1961